# Leina (Pihtla)
Leina – wieś w Estonii, w prowincji Sarema, w gminie Pihtla.